# Abu-l-Àhwas Man ibn Sumàdih
Abu-l-Àhwas (o Abu-l-Abbàs) Man ibn Sumàdih at-Tujibí (àrab: أبو الأحوص (o أبو العباس) معن بن صمادح التجيبي, Abū l-Aḥwaṣ (o Abū l-ʿAbbās) Maʿn b. Ṣumādiḥ at-Tujībī) (?, 1010 - ?, 1052) fou governador i després el primer sobirà de la dinastia sumadíhida de l'emirat d'Al-Mariyya (Almería).
Era fill del general Abu-Yahya Muhàmmad ibn Àhmad ibn Sumàdih. El 1028 l'emir d'Almèria Khayran va morir i el va succeir un oficial eslau de nom Abu-l-Qàssim Zuhayr, governador de Múrcia, vencent l'oposició d'un altre oficial eslau de nom Mussal·lam a Oriola. El nou emir va cedir Xativa al rei Abd-al-Aziz de València i va governar a la resta que incloïa a més d'Almería, Oriola i Múrcia, les comarques d'Alzira, Lorca, Alacant, Albacete, Chinchilla i Jaén. Va arribar a exercir influència a Còrdova el 1034. Però a Múrcia es van rebel·lar els tahírides de Múrcia, i a Lorca el Banu Labbun eren quasi independents. Va reconèixer com a sobirans als hammúdides i es va negar a sotmetre's al fals califa Hixam II proclamat pels abbàdides sevillans. Va morir el 1038 en lluita contra els granadins del rei Badis ibn Habús, que donava suport al partit amazic, en la batalla d'al-Bunt. Llavors els almeriencs es van sotmetre al rei de València Abd-al-Aziz ibn Abi-Àmir. Aquest va nomenar governador d'Almèria a Abu-l-Àhwas Man ibn Sumàdih, d'il·lustre llinatge doncs pertanyia a la família dels tugibites establerta a la zona de l'Ebre al segle viii, que estava casat amb una germana del rei. Vers 1041/1042 es va revoltar i es va declarar independent seguint el seu exemple del governador Abu-Bakr Àhmad ibn Tàhir de Múrcia.
Va morir el 1051 i el va succeir el seu fill Muhàmmad ibn Man ibn Sumadih al-Mútassim